# Louis Bara
Louis Adrien Bara (Rijsel, 14 juli 1821 – Bergen, 4 december 1857) was een Frans-Belgisch advocaat, rechtsgeleerde en filosoof. Hij was ook een federalist en pacifist, die als een van de eersten nadacht over het vestigen van vrede door recht.

## Leven
Bara was de zoon van een gelijknamige Franse kolenhandelaar en de Belgische Hyacinthe Claus. Het gezin verhuisde omstreeks 1830 naar haar geboortestad Bergen. Louis behaalde in 1843 een doctoraat in de rechten aan de Université Libre de Bruxelles en werd advocaat aan de Bergense balie. Zijn hoofdactiviteit was het schrijven van een volumineus werk over een algemene methode voor rationeel menselijk handelen in de wetenschap, de politiek en de kunst.
Hij nam in 1848 deel aan een prijskamp uitgeschreven op een vredescongres in Brussel door de Britse Society for the Promotion of Permanent and Universal Peace en de American Peace Society over de middelen om de wereld te pacifiëren. Onder twintig inzendingen was zijn Mémoire sur les meilleurs moyens pour parvenir à l'abolition de la guerre de laureaat. Zijn prijs werd in 1849 overhandigd op het vredescongres van Parijs door Victor Hugo. Hij hield er de forse som van 1000 frank aan over.
Gesterkt door deze bekroning, schreef Bara met hernieuwde ijver voort aan zijn werk over de methode. In 1853 publiceerde hij een eerste boekdeel en overhandigde hij de tienduizend bladzijden van zijn Essai de la Méthode pure aan de Belgische Wetenschapsacademie. Hij maakte ook een samenvatting van bijna tweeduizend bladzijden. Na een positief en een negatief rapport besliste de Academie in 1855 om het niet te publiceren.
In 1854, aan de vooravond van de Krimoorlog, liet Bara een oproep drukken A tous les souverains et représentants de souveraineté actuels. Ook paste hij zijn algemene theorie toe op het thema van de strijd in La théorie de la tactique générale. Het werd zijn zoveelste ongepubliceerde werk.
Enkele jaren later stierf Bara op 36-jarige leeftijd aan tuberculose.

## La science de la paix
Dankzij Charles Potvin en de loge Les Amis philanthropes verscheen zijn compleet vergeten memorie in 1872 alsnog in druk onder de titel La science de la paix (De wetenschap van de vrede). Het kreeg weinig aandacht.
In zijn memorie bestreed Bara de door de organisatoren vooropgestelde ideeën over arbitrage en ontwapening. In de plaats stelde hij dat oorlog een recht was dat al vaker de vrijheid had gered en dat men eerst de oorlogsverwekkende structuren moest identificeren en ontmantelen. Op politiekwetenschappelijke wijze beschreef hij vervolgens hoe het internationaal recht kon evolueren van een jus ad bellum naar een jus contra bellum. Het voornaamste middel daartoe was de creatie van een wereldwijde federatie, gestoeld op een uitgebreide Verenigde Staten van Amerika, een op te richten Verenigde Staten van Europa, en andere regionale organisaties. De wereldfederatie moest een Charter van de Rechten van de Volkeren uitvaardigen.

## Publicaties
- Introduction à l'étude de la science de la méthode, 1853, 292 p.
- La science de la paix, 1872